# Beulah Bondi
Beulah Bondi   (Valparaiso, 3 de maig de 1888 - Hollywood, 11 de gener de 1981) va ser una actriu nord-americana de teatre, cinema i televisió. Va començar la seva carrera d'actriu de jove al teatre i, després d'establir-se com a actriu escènica, va tornar a repetir el seu paper a Street Scene per a la versió cinematogràfica del 1931. Va exercir funcions de suport en diverses pel·lícules durant la dècada de 1930 i va ser dues vegades nominada al l'Oscar a la millor actriu secundària. Va interpretar a la mare de James Stewart a les quatre pel·lícules Of Human Hearts, Intrigues femenines, Mr. Smith Goes to Washington (1939) i Que bonic que és viure (It's a Wonderful Life) (1946). Va continuar actuant fins als seus últims anys, guanyant un Premi Emmy per la seva aparició a The Waltons el 1976.

## Biografia
Bondi va néixer Beulah Bondy a Chicago, Illinois, filla d'Eva Suzanna (nascuda Marble), autora, i Abraham O. Bondy, que treballaven en béns immobles. La família es va traslladar a Valparaíso, Indiana, quan tenia tres anys, i Bondi va començar la seva carrera d'actriu als escenaris als set anys, interpretant Cedric Errol en una producció de Little Lord Fauntleroy al Memorial Opera House de Valparaíso, Indiana. Es va graduar a l' Acadèmia Frances Shimer (després Shimer College) el 1907, i va obtenir els seus estudis de batxillerat i màster en oratòria a la Universitat de Valparaíso el 1916 i el 1918.
Va debutar a Broadway a One of the Kenneth S. Webb al 49th Street Theatre el 21 de desembre de 1925. Després va aparèixer en un altre èxit, Saturday's Children de Maxwell Anderson', el 1926. Va ser l'actuació de Bondi a la guanyadora del premi Pulitzer per Elmer Rice, Street Scene, que va inaugurar al Playhouse Theatre el 10 de gener de 1929, la que va portar a Bondi al cinema als 43 anys. El seu paper de debut va ser com "Emma Jones" a Street Scene (1931), que va protagonitzar Sylvia Sidney, i en què Bondi va tornar a protagonitzar el seu paper teatral, seguida de "Mrs. Davidson" a Rain (1932), protagonitzada per Joan Crawford i Walter Huston.
Va ser una de les cinc primeres dones en ser nominada a un Oscar a la recentment creada categoria de "Millor actriu secundària" pel seu treball a The Gorgeous Hussy, tot i que va perdre el premi davant Gale Sondergaard. Dos anys més tard va ser novament nominada per Of Human Hearts i va perdre de nou, però va consolidar la seva reputació com una actriu de caràcter. Ella representaria sovint el paper de la mare de l'estrella de la pel·lícula durant la resta de la seva carrera, amb l'excepció de Make Way for Tomorrow (1937) on encarnava 'Ma' Cooper. Va interpretar sovint papers madurs en la seva primerenca carrera cinematogràfica, tot i que només estava a l'inici dels 40 anys. El 1940 Bondi va interpretar Mrs. Webb a Our Town i a Granny Tucker a The Southerner, dirigida per Jean Renoir i estrenada el 1945.
Per les seves contribucions a la indústria cinematogràfica, Bondi va rebre una estrella al Passeig de la Fama de Hollywood el 1960. L'estrella es troba a nº1718 de Vine Street.

## Televisió
Els crèdits televisius de Bondi inclouen Alfred Hitchcock Presents i Ark of Safety de Howard Richard a Goodyear Television Playhouse. Va aparèixer amb Jan Clayton a "The Prairie Story" al Wagon Train de la NBC (aquest tema també s'examina a la novel·la The Wind de Dorothy Scarborough; l'episodi es va emetre l'1 de febrer de 1961, tres mesos després de la mort de Ward Bond). Va aparèixer com a convidada a Perry Mason el 1963, quan va interpretar el paper de Sophia Stone a "The Case of the Nebulous Nephew".
Bondi va fer les seves últimes aparicions com a Martha Corinne Walton a The Waltons en els episodis "The Conflict" (setembre de 1974) i "The Pony Cart" (desembre de 1976). Va rebre un premi Emmy a la categoria Outstanding Lead Actress for a Single Apparance in a Drama or Comedy Series (per una única aparició en un sèrie dramatica o de comèdia) per la seva interpretació a "The Pony Cart" (desembre de 1976), la seva darrera actuació en pantalla. Quan es va cridar el seu nom, va semblar que no hi era present, però va rebre una ovació permanent mentre va anar a peu lentament cap al podi, des del qual va agrair a l'auditori que l'honorés mentre encara vivia.

## Vida personal i mort
Bondi va morir per complicacions pulmonars causades per les costelles trencades que va patir quan va trepitjar el seu gat a casa seva l'11 de gener de 1981, als 91 anys.

## Filmografia

### Cinema
| Any  | Títol                                                                            | Paper                          | Notes                    |
| ---- | -------------------------------------------------------------------------------- | ------------------------------ | ------------------------ |
| 1931 | Street Scene                                                                     | Emma Jones                     |                          |
| 1931 | Arrowsmith                                                                       | Mrs. Tozer                     | No acreditada            |
| 1932 | Pluja (Rain)                                                                     | Mrs. Davidson                  |                          |
| 1933 | The Stranger's Return                                                            | Beatrice Storr                 |                          |
| 1933 | Christopher Bean                                                                 | Mrs. Hannah Haggett            |                          |
| 1934 | Two Alone                                                                        | Mrs. Slag                      |                          |
| 1934 | Registered Nurse                                                                 | Miss McKenna                   |                          |
| 1934 | Finishing School                                                                 | Her Teacher / Miss Van Alstyne |                          |
| 1934 | The Painted Veil                                                                 | Frau Koerber                   | Escenes tallades         |
| 1934 | Ready for Love                                                                   | Mrs. Burke                     |                          |
| 1935 | The Good Fairy                                                                   | Dr. Schultz                    |                          |
| 1935 | Bad Boy                                                                          | Mrs. Larkin                    |                          |
| 1936 | The Invisible Ray                                                                | Lady Arabella Stevens          |                          |
| 1936 | The Trail of the Lonesome Pine                                                   | Melissa Tolliver               |                          |
| 1936 | The Moon's Our Home                                                              | Mrs. Boyce Medford             |                          |
| 1936 | The Case Against Mrs. Ames                                                       | Mrs. Livingston Ames           |                          |
| 1936 | Hearts Divided                                                                   | Madame Letizia                 |                          |
| 1936 | The Gorgeous Hussy                                                               | Rachel Jackson                 |                          |
| 1937 | Maid of Salem                                                                    | Abigail - La seva esposa       |                          |
| 1937 | Make Way for Tomorrow                                                            | Lucy Cooper                    |                          |
| 1938 | The Buccaneer                                                                    | Aunt Charlotte                 |                          |
| 1938 | Of Human Hearts                                                                  | Mary Wilkins                   |                          |
| 1938 | Intrigues femenines (Vivacious Lady)                                             | Martha Morgan                  |                          |
| 1938 | The Sisters                                                                      | Rose Elliott                   |                          |
| 1939 | On Borrowed Time                                                                 | Nellie - àvia                  |                          |
| 1939 | The Under-Pup                                                                    | Miss Thornton                  |                          |
| 1939 | Mr. Smith Goes to Washington                                                     | Ma Smith                       |                          |
| 1940 | Record d'una nit (Remember the Night)                                            | Mrs. Sargent                   |                          |
| 1940 | El nostre poble (Our Town)                                                       | Mrs. Webb                      |                          |
| 1940 | The Captain Is a Lady                                                            | Angie Peabody                  |                          |
| 1941 | Serenata nostàlgica (Penny Serenade)                                             | Miss Oliver                    |                          |
| 1941 | The Shepherd of the Hills                                                        | Aunt Mollie Matthews           |                          |
| 1941 | One Foot in Heaven                                                               | Mrs. Lydia Sandow              |                          |
| 1943 | Tonight We Raid Calais                                                           | Mme. Bonnard                   |                          |
| 1943 | Watch on the Rhine                                                               | Anise                          |                          |
| 1944 | She's a Soldier Too                                                              | Agatha Kittredge               |                          |
| 1944 | I Love a Soldier                                                                 | Etta Lane                      |                          |
| 1944 | Our Hearts Were Young and Gay                                                    | Miss Horn                      |                          |
| 1944 | The Very Thought of You                                                          | Mrs. Harriet Wheeler           |                          |
| 1944 | And Now Tomorrow                                                                 | Aunt Em                        |                          |
| 1945 | La patrulla del coronel Jackson (Back to Bataan)                                 | Bertha Barnes                  |                          |
| 1945 | The Southerner                                                                   | Granny Tucker                  |                          |
| 1946 | Breakfast in Hollywood                                                           | Mrs. Annie Reed                |                          |
| 1946 | La germana Kenny (Sister Kenny)                                                  | Mary Kenny                     |                          |
| 1946 | Que bonic que és viure (It's a Wonderful Life)                                   | Ma Bailey                      |                          |
| 1947 | High Conquest                                                                    | Clara Kingsley                 |                          |
| 1948 | The Sainted Sisters                                                              | Hester Rivercomb               |                          |
| 1948 | The Snake Pit                                                                    | Mrs. Greer                     |                          |
| 1948 | So Dear to My Heart                                                              | Granny Kincaid                 |                          |
| 1949 | The Life of Riley                                                                | Miss Martha Bogle              |                          |
| 1949 | El llibre negre (Reign of Terror)                                                | Àvia Blanchard                 |                          |
| 1949 | Mr. Soft Touch                                                                   | Mrs. Clara Hangale             |                          |
| 1950 | The Baron of Arizona                                                             | Loma                           |                          |
| 1950 | The Furies                                                                       | Mrs. Anaheim                   |                          |
| 1952 | Lone Star                                                                        | Minniver Bryan                 |                          |
| 1953 | Latin Lovers                                                                     | Analyst                        |                          |
| 1954 | El rastre de la pantera (Track of the Cat)                                       | Ma Bridges                     |                          |
| 1956 | Back from Eternity                                                               | Martha Spangler                |                          |
| 1957 | The Unholy Wife                                                                  | Emma Hochen                    |                          |
| 1957 | On Borrowed Time                                                                 | 'Granny' Northrup              | TV movie                 |
| 1959 | The Big Fisherman                                                                | Hannah                         |                          |
| 1959 | A Summer Place                                                                   | Mrs. Emily Hamilton Hamble     |                          |
| 1961 | Tammy Tell Me True                                                               | Mrs. Annie Call                |                          |
| 1962 | El meravellós món dels germans Grimm (The Wonderful World of the Brothers Grimm) | La gitana                      | ('The Dancing Princess') |
| 1963 | Tammy and the Doctor                                                             | Mrs. Annie Call                |                          |

### Televisió
| Any  | Títol                           | Paper          | Notes                                                         |
| ---- | ------------------------------- | -------------- | ------------------------------------------------------------- |
| 1955 | Our Cook's a Treasure           |                | Alfred Hitchcock presents, temporada 1, episodi 8             |
| 1961 | The Prairie Story               |                | Wagon Train, temporada 4, episodi 19                          |
| 1961 | Burning for Burning             |                | Route 66, temporada 2, episodi 13                             |
| 1963 | The Case of the Nebulous Nephew |                | Perry Mason, temporada 7, episodi 1                           |
| 1972 | She waits                       |                | Telefilm de Delbert Mann                                      |
| 1974 | The Conflict                    | Martha Corinne | The Waltons, temporada 3, episodi 1 (1974) de Ralph Senensky  |
| 1976 | The Pony Cart                   | Martha Corinne | The Waltons, temporada 5, episodi 11 (1976) de Ralph Senensky |

## Teatre
- 1925-1926 : One of the Family de Kenneth S. Webb
- 1927 : Mariners de Clemence Dane
- 1927-1928 : Saturday's Children de Maxwell Anderson
- 1928 : Cock Robin de Philip Barry i Elmer Rice
- 1929-1930 : Street Scene d'Elmer Rice (adaptada al cinema el 1931)
- 1930 : Milestones d'Arnold Bennett i Edward Knoblauch
- 1932 : Distant Drums de Dan Totheroth
- 1932-1933 : The Late Christopher Bean, adaptació de Sidney Howard de Prenez garde à la peinture de René Fauchois (adaptada al cinema el 1933)
- 1934 : Mother Lode de Dan Totheroth i George O'Neil
- 1950 : Hilda Crane de Samson Raphaelson
- 1953 : On borrowed Time de Paul Osborn

## Aparicions radiofòniques
| Curs | Programa           | Episodi / font        |
| ---- | ------------------ | --------------------- |
| 1952 | Estrelles a l'aire | " Per temps prestat " |